# Autophila myriospea
Autophila myriospea là một loài bướm đêm trong họ Erebidae.